# Marwán Barghútí
Marwán Barghútí (angl. Marwan Hasib Ibrahim Barghouti, také psáno al-Barghuthi; arabsky مروان حسيب ابراهيم البرغوثي‎; * 6. června 1959) je palestinský politický činitel odsouzený a uvězněný za vraždu izraelským soudem. Je považován za vůdce první a druhé intifády. Barghútí nejprve podpořil mírový proces, ale později se stal rozčarovaný a po roce 2000 se stal vůdcem druhé Intifády na Západním břehu. Barghútí byl vůdce Tanzimu, polovojenské odnože Fatahu.
Izraelské úřady nazvaly Barghútího teroristou a obvinily ho z organizace mnoha útoků, včetně sebevražedných bombových útoků proti civilním i vojenským cílům. Barghútí byl zatčen Izraelskými obrannými silami v roce 2002 v Ramalláhu. Byl souzen na základě obvinění z vraždy a odsouzen k pěti doživotním trestům. Marwán Barghútí se odmítl bránit proti vzneseným obviněním a po celou dobu trval na tom, že proces je nezákonný a nelegitimní.
Barghútí má stále velký vliv na Fatah i z vězení. Jeho popularita však sahá mnohem dál, spekuluje se dokonce o možnosti, že by byl sjednocujícím kandidátem, který by nahradil Mahmúda Abbáse.
Během jednání o výměně palestinských vězňů za zajatého izraelského vojáka Gilada Šalita trval Hamás na zahrnutí Barghútího do dohody s Izraelem. Nicméně Izrael nebyl ochoten přistoupit na požadavek i přes původní zprávu o možném propuštění v rámci dohody 11. října 2011 mezi Izraelem a Hamásem. Izraelské zdroje zprávu brzy popřely.
V listopadu 2014 Barghútí vyzval Palestinskou samosprávu, aby okamžitě ukončila bezpečnostní spolupráci s Izraelem, a vyzval k třetí intifádě proti Izraeli.

## Životopis
Barghútí se narodil ve vesnici Kobar poblíž Ramalláhu, je součástí rodinného klanu Barghútí pocházejícího z Deir Ghassaneh. Mustafa Barghútí, také palestinský politický činitel, je jeho vzdálený bratranec. Barghútí je jedním ze sedmi dětí, jeho otec byl námezdný pracovník v Libanonu. Jeho mladší bratr Muqbel ho popsal jako "neposlušného a vzpurného chlapce".